# فتحعلی مقدم
فتحعلی مقدم روان‌شناس ایرانی، استاد روان‌شناسی دانشگاه جورج‌تاون و مدیر برنامه تعارض‌زدایی در این دانشگاه است. او همه دوره‌های تحصیلی خود را در انگلستان گذرانده‌است. پژوهش‌های مقدم عمدتاً در حوزه روان‌شناسی فرهنگی، روان‌شناسی اجتماعی، روان‌شناسی جنگ و درگیری و روان‌شناسی حقوق است. او مدتی به کار در سازمان ملل و دانشگاه مک‌گیل مشغول بوده و پژوهش‌های گسترده‌ای در حوزه رابطه فرهنگ و رفتار با تأکید بر درگیری بین‌گروهی انجام داده‌است.

## زندگی
او در ایران متولد شد و در هشت‌سالگی به همراه خانواده‌اش به انگلستان مهاجرت کرد. مقدم همه دوره‌های تحصیلی را در انگلستان گذراند و پس از انقلاب به ایران بازگشت. تا سال ۱۳۶۲ در خارج از دانشگاه، مشغول روزنامه‌نگاری و کار برای سازمان ملل بود. سپس به دانشگاه مک‌گیل در کانادا رفت و در آن دانشگاه با والاس لمبرت و دان تیلور همکاری داشت. از سال ۱۹۹۰ مشغول تدریس و تحقیق در دانشگاه جورج‌تاون در واشینگتن است.